# ヤエヤマノコギリハゼ
ヤエヤマノコギリハゼ（八重山鋸鯊、Butis amboinensis）は、ノコギリハゼ科の淡水魚。マングローブ林の汽水域で、アダンの葉などにくっついていることが多い。

## 分布
石垣島や西表島、高知県、沖縄島、奄美大島、台湾、アンダマン諸島などの西・南太平洋、インド洋東部の河川河口域のマングローブ林や感潮域際上流域付近のアダンの茂みで生育が確認されている。日本国内では個体数が少ない。

## 形態
全長は8-14センチメートル。細長い体形で、頭は縦扁して鋭く尖っており、両眼間に眼に沿って走る1対の鋸歯列がある。尾柄が細長く、眼から尾柄にかけて黒色縦帯が現れる場合がある。胸鰭基部に2つ橙色斑がある。体表にぬめりがなく、触れるとかたい感触を受け、体色は暗褐色。腹鰭は2枚に分かれているため、「ハゼ」と名前にあるが、ハゼ科の魚ではない。

## 生態
河川汽水域の最上流部で淡水の影響が強いところ～感潮域最上流付近までを生息地とし、ヒルギ類の根、倒木の根、水没しているアダンの葉などがあるマングローブやアダンなどの植物帯を好み、このような植物の茎や枝や葉などの裏側に沿って、頭を下にして逆立ちした状態で静止している。あまり遊泳せず、動物食生。

## 保全状況
絶滅危惧IA類に指定されている。
絶滅危惧IA類 (CR)（環境省レッドリスト）